# Oliver Alcorn
Oliver E. Alcorn (* 3. August 1910 in New Orleans; † 21. Mai 1981 ebenda) war ein US-amerikanischer Jazz- und Blues-Musiker (Saxophon, Klarinette).
Alcorn wuchs in einer musikalischen Familie auf, die Kontakte zu Bandleadern wie George Alfred McCullum Sr. (1884/85–1920) und Henry Allen senior (1877–1952) und zu deren Söhnen George McCullum Jr. (1906–1938) und Henry „Red“ Allen (1908–1967) hatte; sein jüngerer Bruder war der New-Orleans-Jazz-Trompeter Alvin Alcorn (1912–2003). Oliver Alcorn arbeitete im Laufe seiner Karriere u. a. mit Clarence Desdunes, George McCullum Jr. und war Mitglied in Papa Celestins Original Tuxedo Jazz Orchestra. Er zog dann nach Chicago und spielte mit Sidney Desvigne, Little Brother Montgomery (dem er Unterricht in Notenlesen gab), Natty Dominique, Lonnie Johnson, Sunnyland Slim (Parkway Records, 1950) und zuletzt mit der Sängerin Edith Wilson und Little Brother Montgomery. Alcorn, der zwischen 1927 und 1975 bei fünf Aufnahmesessions mitwirkte, starb im Mai 1981 im Ochsner Foundation Hospital in New Orleans.